# 欽定平定教匪紀略
《欽定平定教匪紀略》，為清朝官方所修紀事本末史書，記錄自嘉慶十八年（1813年）九月十二日至二十一年（1816年）六月初三日之間，天理教起事反清後，清軍平亂的過程以及事後清查、審判的詳細資料。

## 成書經過
嘉慶十八年九月，天理教（秘密宗教八卦教的一派）趁嘉慶帝北狩熱河，自河南滑縣起事後教眾分三路攻掠：林清攻直隸、李文成攻河南，馮克善攻山東，各省教徒響應。
九月十五日，北路首領林清於癸酉之變攻入皇宮，二日後遭捕殺；至十二月，欽差大臣那彥成、提督楊遇春完全平定各路亂軍。
嘉慶十九年（1814年）伴隨後續善後與審判，嘉慶帝敕軍機大臣托津等人撰修，二十一年（1816年）成書進御。

## 參與編修人員

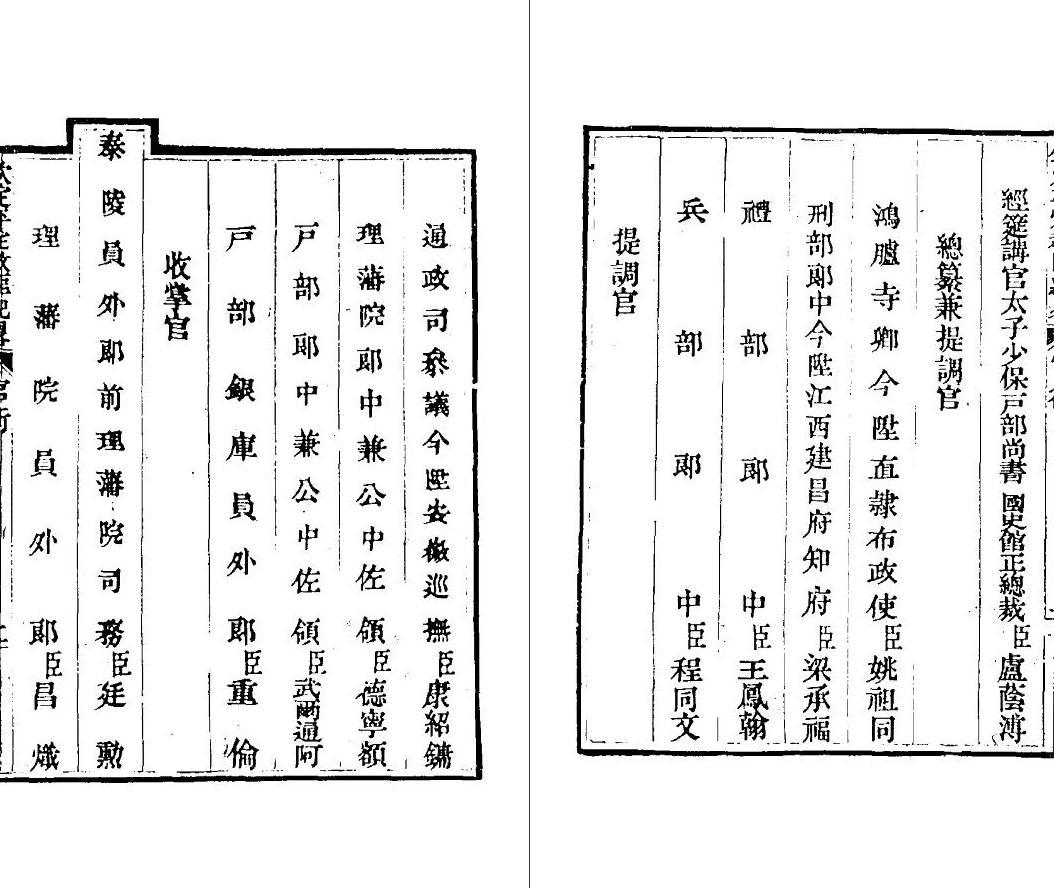
《欽定平定教匪紀略》職名官銜

《欽定平定教匪紀略》卷首〈總裁總纂提調收掌纂修諸臣職名〉詳列姓名與官銜。
- 總裁：托津、董誥、章煦、英和、盧蔭溥
- 總纂兼提調官：姚祖同、梁承福、王鳳翰、程同文
- 提調官：康紹鏞、德寧額、武爾通阿、重倫
- 收掌官：廷勳、昌熾、安誠、蘇兆登、趙盛奎、張允垂
- 纂修官：吳其彥、龔守正、葉繼雯、吳書城、徐鏞、楊振麟
- 協修官：沈學亷、吳孝銘
- 校對官：袁紹安、李秉灝、魏茂林、童宗顏、趙廷熙、梁慎猷、端木坦、鄭廷槐、李嗣鄴、徐瀚、張梧、徐新、張延閥、蘇應珂、裘元善、王鼎文、王九如

## 格式
- 四部類目：史部，紀事本末類，清之屬。
- 現存版本：嘉慶年間武英殿刻本、內府朱絲欄寫本。
- 卷數：四十二卷，另卷首一卷。
- 函數：四函。
- 冊數：四十四冊。
- 裝訂：線裝。
- 版面：每頁面七行，每行二十字。若用小字則雙行，字數相同。行格四周雙欄，板心花口、單魚尾，中縫上記書名「欽定平定教匪紀略」，下為卷次、頁次。